# Sławomir Łodziński
Sławomir Łodziński (ur. w 1958) – polski socjolog, specjalizujący się w socjologii etniczności.
Doktorat uzyskał w 1994 roku pracą pt. "Modernizacja nierówności. Edukacja i struktura społeczna w niepodległych Indiach", zaś habilitował się w 2006 roku. Jest członkiem Komitetu Badań nad Migracjami Ludności i Polonią przy PAN oraz docentem Zakładu Krajów Pozaeuropejskich PAN.
Sławomir Łodziński pracuje jako adiunkt w Instytucie Socjologii Uniwersytetu Warszawskiego, gdzie prowadzi dwa seminaria badawcze pt. "Społeczne problemy wielokulturowości (etniczność, mniejszości narodowe, cudzoziemcy, migranci)" oraz "Problemy i wyzwania społeczeństwa nowoczesnego – teorie socjologiczne i wielokulturowość".
Do jego zainteresowań naukowych wliczają się: ochrona mniejszości narodowych i etnicznych, polityka migracyjna Polski oraz stosunek Polaków do "obcych".

## Wybrane publikacje
- Obszary i formy wykluczenia etnicznego w Polsce : mniejszości narodowe, imigranci, uchodźcy, 2009, Wydawnictwo Naukowe Scholar, Warszawa, ISBN 978-83-7383-327-2
- Problemy integracji imigrantów : koncepcje, badania, polityki, 2008, Wydawnictwa Uniwersytetu Warszawskiego, Warszawa, ISBN 978-83-235-0514-3
- Kulturowe wymiary imigracji do Polski : studia socjologiczne, 2006, Wydawnictwo ProLog, Warszawa, ISBN 83-922708-5-1
- Mniejszości narodowe w Polsce w świetle Narodowego Spisu Powszechnego z 2002 roku, 2006, Wydawnictwo Naukowe Scholar, Polskie Towarzystwo Socjologiczne, Warszawa, ISBN 83-7383-143-6
- Równość i różnica : mniejszości narodowe w porządku demokratycznym w Polsce po 1989 roku, 2005, Wydawnictwo Naukowe Scholar, Warszawa, ISBN 83-7383-068-5
- Mniejszości narodowe i etniczne w Polsce : informator 2003, 2003, Wydaw. Sejmowe, Warszawa, ISBN 83-7059-629-0